# فيليب دبليو. يون
فيليب دبليو. يون (بالإنجليزية: Philip Yun)‏ هو محامي أمريكي، ولد في 1959 في بروفيدنس في الولايات المتحدة.